# Fjällsjön, Ångermanland
Fjällsjön är en sjö i Strömsunds kommun i Jämtlands län, Ångermanlands landskap och ingår i Ångermanälvens huvudavrinningsområde. Sjön är 20,6 meter djup, har en yta på 8,2 kvadratkilometer och befinner sig 207,1 meter över havet. Sjön avvattnas av vattendraget Fjällsjöälven (Sannarån). Sjön har gett namn åt Fjällsjö socken.

## Delavrinningsområde
Fjällsjön ingår i det delavrinningsområde (707793-152846) som SMHI kallar för Utloppet av Fjällsjön. Medelhöjden är 246 meter över havet och ytan är 64,94 kvadratkilometer. Räknas de 871 avrinningsområdena uppströms in blir den ackumulerade arean 7 467,53 kvadratkilometer. Fjällsjöälven (Sannarån) som avvattnar avrinningsområdet har biflödesordning 2, vilket innebär att vattnet flödar genom totalt 2 vattendrag innan det når havet efter 139 kilometer. Avrinningsområdet består mestadels av skog (73 procent). Avrinningsområdet har 8,59 kvadratkilometer vattenytor vilket ger det en sjöprocent på 13,2 procent. Bebyggelsen i området täcker en yta av 0,35 kvadratkilometer eller 1 procent av avrinningsområdet.

## Galleri

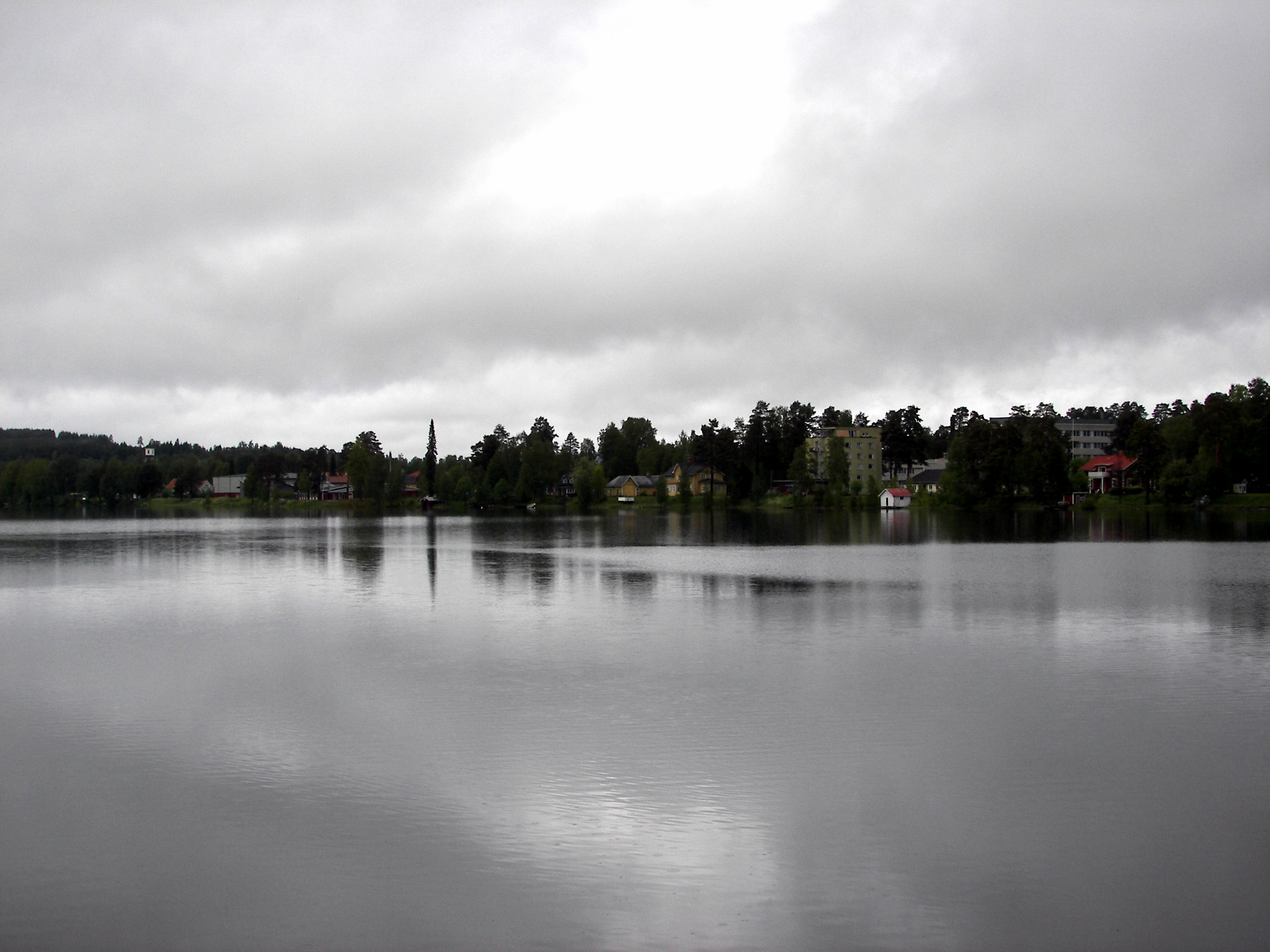
Fjällsjön och orten Backe.
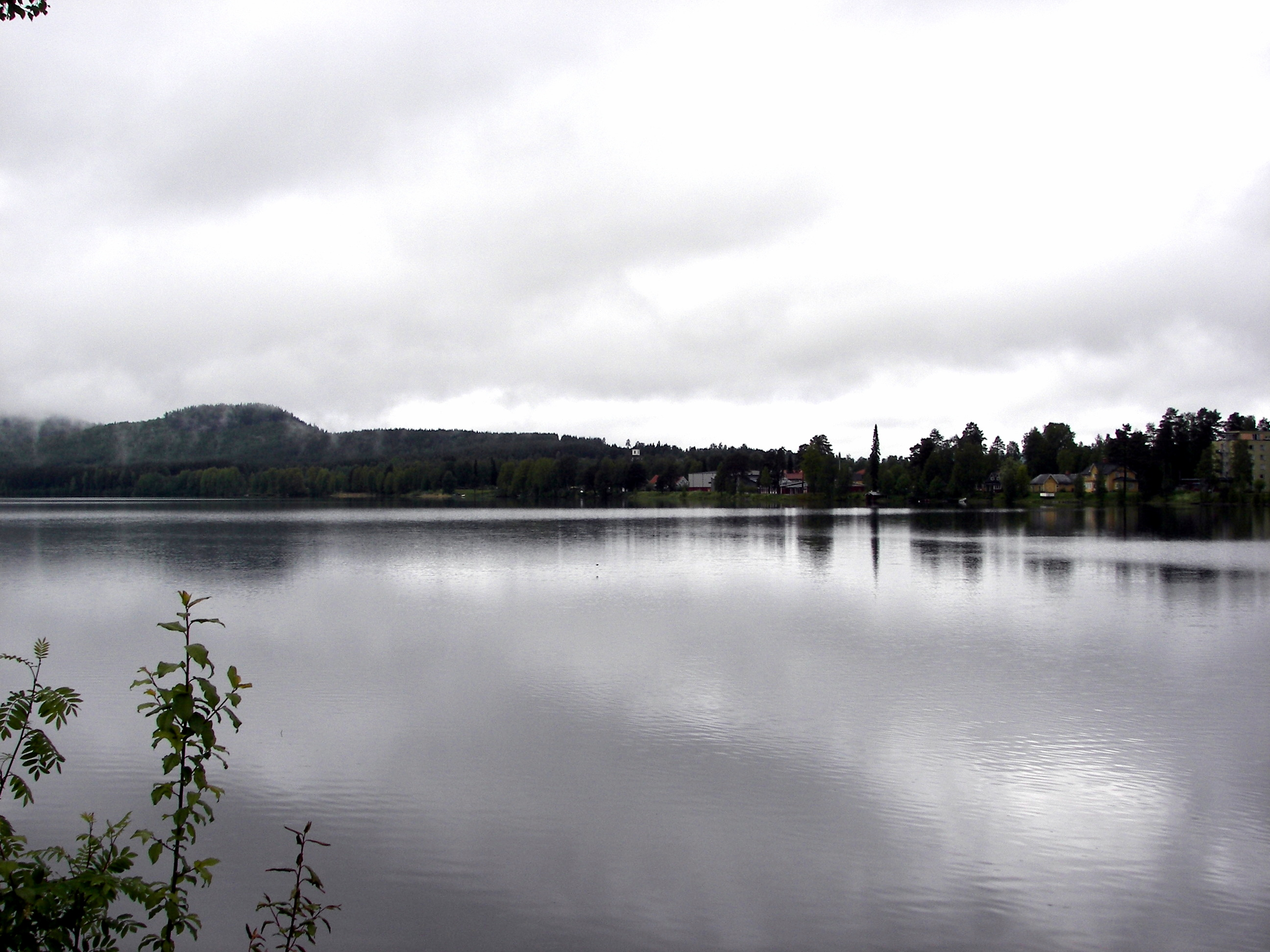
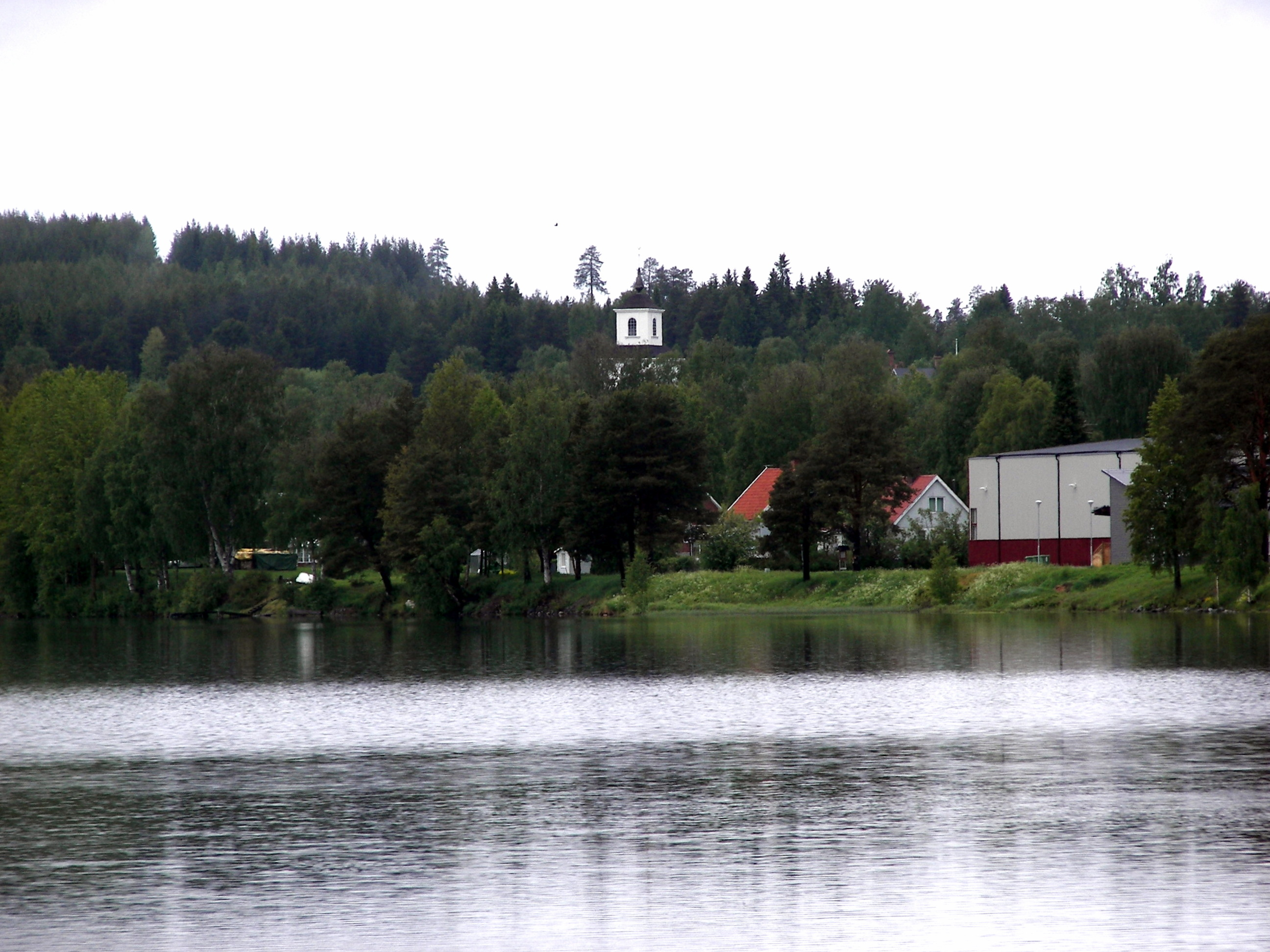
Fjällsjön och Fjällsjö kyrka.